# گورو استروم سولی
گورو استروم سولی (انگلیسی: Guro Strøm Solli؛ زادهٔ ۲۹ ژوئیهٔ ۱۹۸۳) اسکی‌باز صحرانوردی اهل نروژ است.